# (100200) 1994 EL4
(100200) 1994 EL4 es un asteroide perteneciente al cinturón de asteroides, descubierto el 5 de marzo de 1994 por el equipo del Spacewatch desde el Observatorio Nacional de Kitt Peak, Arizona, Estados Unidos.